# Понятівське поселення змій
Понятівське поселення змій — зоологічна пам'ятка природи місцевого значення. Об'єкт розташований на території Білозерського району Херсонської області, квартал 23 виділ 15 (3 га), виділ 13.1 (2 га) Токарівського лісництва ДП «Херсонське ЛМГ».
Площа — 5 га, статус отриманий у 1983 році.